# Guadalupe (Santander)
Guadalupe es un municipio colombiano ubicado en la provincia Comunera del departamento de Santander en el territorio de la hoya del río Suárez. Fue fundado en 1715 por la familia Camacho Sabidos, a la cabeza del capitán español José Camacho Sabidos y gestión de Don Juan de Herrera y Tovar, según registros parroquiales del año 1713.
Guadalupe limita al norte con Guapotá y Chima, al oriente con Oiba, al occidente con El Guacamayo y Contratación, y al sur con Suaita, San Benito y Aguada.

## División Político-Administrativa
Además de su cabecera municipal, Guadalupe tiene bajo su jurisdicción el centro poblado El Tirano.
El municipio de Guadalupe comprende también las siguientes veredas: Alto Suárez, Chorrera, El Centro, El Plateado, El Topón, Helechal, Empalizada, La Honda, Mararay, Pericos y Loros, Quitasol, Sabaneta, San Antonio, Santa Lucía, San José, San Ramón y Solferino.

## Historia
Guadalupe fue fundado en 1715. Antes de ello, Guadalupe se constituyó como parroquia, adscrita a la jurisdicción de Vélez. Luego fue designado como distrito parroquial del cantón de Vélez, haciendo parte de la provincia de Socorro. En 1835, se constituyó el cantón de Oiba y pasó entonces a ser parte de este hasta su desaparición, cuando pasó a ser parte de la provincia de los Comuneros. Y así obtuvo la condición de municipio en 1887.
Luego del 30 de marzo de 1715, cuando la Sala Capitular de la Arquidiócesis de Santa Fe de Bogotá aprobara a los vecinos de 'Los Aposentos del Valle de Nuestro Señor San Matías del Tirano' organizarse en la nueva 'Parroquia Nuestra Señora de Guadalupe de Moguer' la capilla de Santa Bárbara fue el primer templo que tuvo la localidad antes de empezar los trabajos de construcción del segundo templo. Durante los primeros años de constitución parroquial también se construyó la capilla de San Martín, más conocida como "Del Humilladero", ubicada en uno de los costados del actual parque principal.
El templo Nuestra Señora de Guadalupe de Moguer, corresponde a la segunda construcción de un edificio religioso que sería sede de la parroquia; éste se levantó sobre el terreno que ocupa el actual Santuario de Nuestra Señora de Guadalupe. En su interior albergaba una imagen tallada en madera española de Nuestra Señora de Guadalupe de Moguer, advocación hispánica traída por las primeras familias asentadas en este territorio. El paso del tiempo, sumado a un incendio ocurrido en los primeros años de 1900, afectaron de manera notable la construcción, incluso, la imagen de Nuestra Señora fue consumida por las llamas. Fue a mediados de siglo cuando luego de varios estudios, se determinó que era más práctico demoler y construir un nuevo edificio que reconstruir el anterior. Esta decisión no agradó a los vecinos del municipio, pero luego de socializar los planes con la comunidad, se iniciaron los trabajos necesarios para levantar el nuevo templo. Los materiales, especialmente la piedra del segundo templo, fue tallada y utilizada para levantar el actual Santuario.

## Descripción física

### Topografía
Guadalupe cuenta con suelos francos y arcillosos y con una fertilidad media a baja. Sus suelos están situados en zonas de bosque húmedo subtropical y bosque muy húmedo. La topografía del municipio es 40% ondulada, 30% plana y 30% inclinada.

### Hidrografía
El municipio es recorrido por el río Suárez por el oeste y por el río Oibita por el este. También cuenta con varias quebradas como La Chorrera, La Colorada, La Gloria, Las Gachas, La Honda, La Llanera, La Pava, San Antonio y Las Trinas. 

## Sitios de interés
Entre los sitios de interés se encuentran: 
- Pozo El Salitre: consiste en una corriente de agua que se va calentando con la luz solar y se deposita en una serie de pozos naturales esculpidos sobre la roca por la corriente, a manera de jacuzzis naturales.

- El Pozo de la Gloria: ubicado a menos de 1 km de El Salitre, es un pozo natural que permite practicar la natación.

- La Cueva el Perico: caverna natural ubicada a unos 3 km de la cabecera municipal por la vía que conduce a la vereda El Mararay.

- La Peña del Cajón: Formación natural a manera de corte en el terreno, que tiene una altura de hasta 110 m en sus puntos más elevados, ideal para practicar rápel.

- La quebrada Las Gachas: Consta de una gran roca o laja alargada, en la cual se han formado naturalmente unos agujeros que se llenan de agua y forman unos jacuzzis naturales, el color de la roca le da una tonalidad rojiza al agua.

- Iglesia Nuestra Señora de Guadalupe de Moguer, tras el incendio de principios del siglo XX, fue reconstruida totalmente. El primitivo templo contaba con una imagen tallada en madera española de Nuestra Señora de Guadalupe de Moguer, advocación hispánica traída por las primeras familias asentadas en este territorio y que se quemó en el incendio.[6]

Entre otros sitios recomendables están: la cascada La Chorrera, la cueva del Indio, la piedra del Sapo, cueva del Berraco, la quebrada Las Gachas, La cueva de Los Aviones, la cascada de La Llanera y el río Suárez, Y su fantástica iglesia hecha de piedra labrada, la cual se encuentra ubicada en el parque principal.

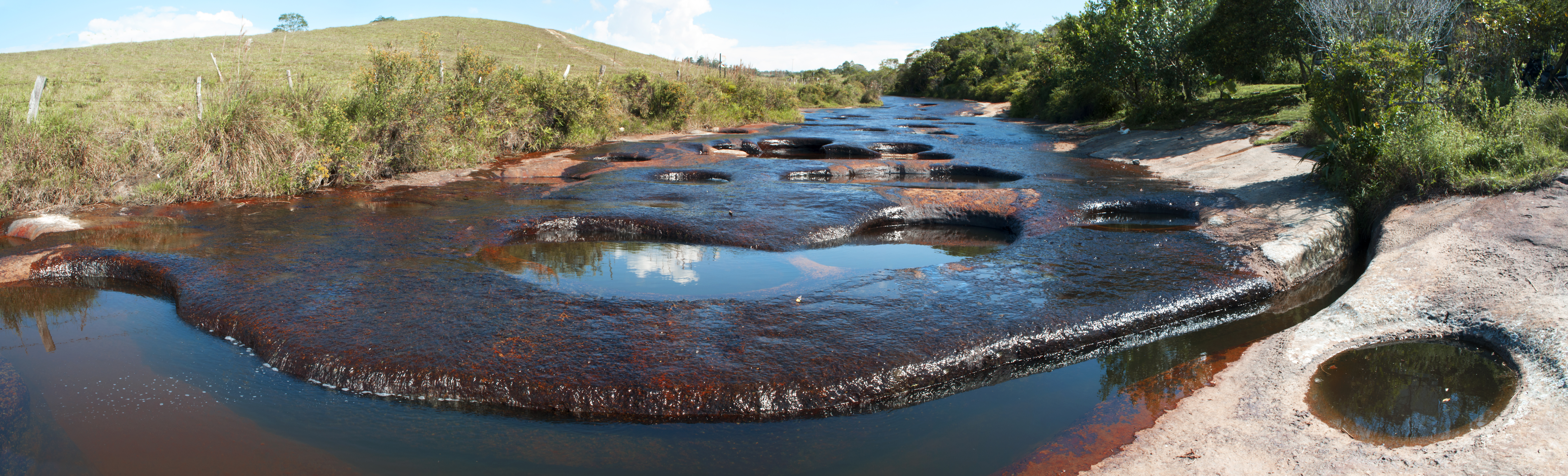
Las Gachas

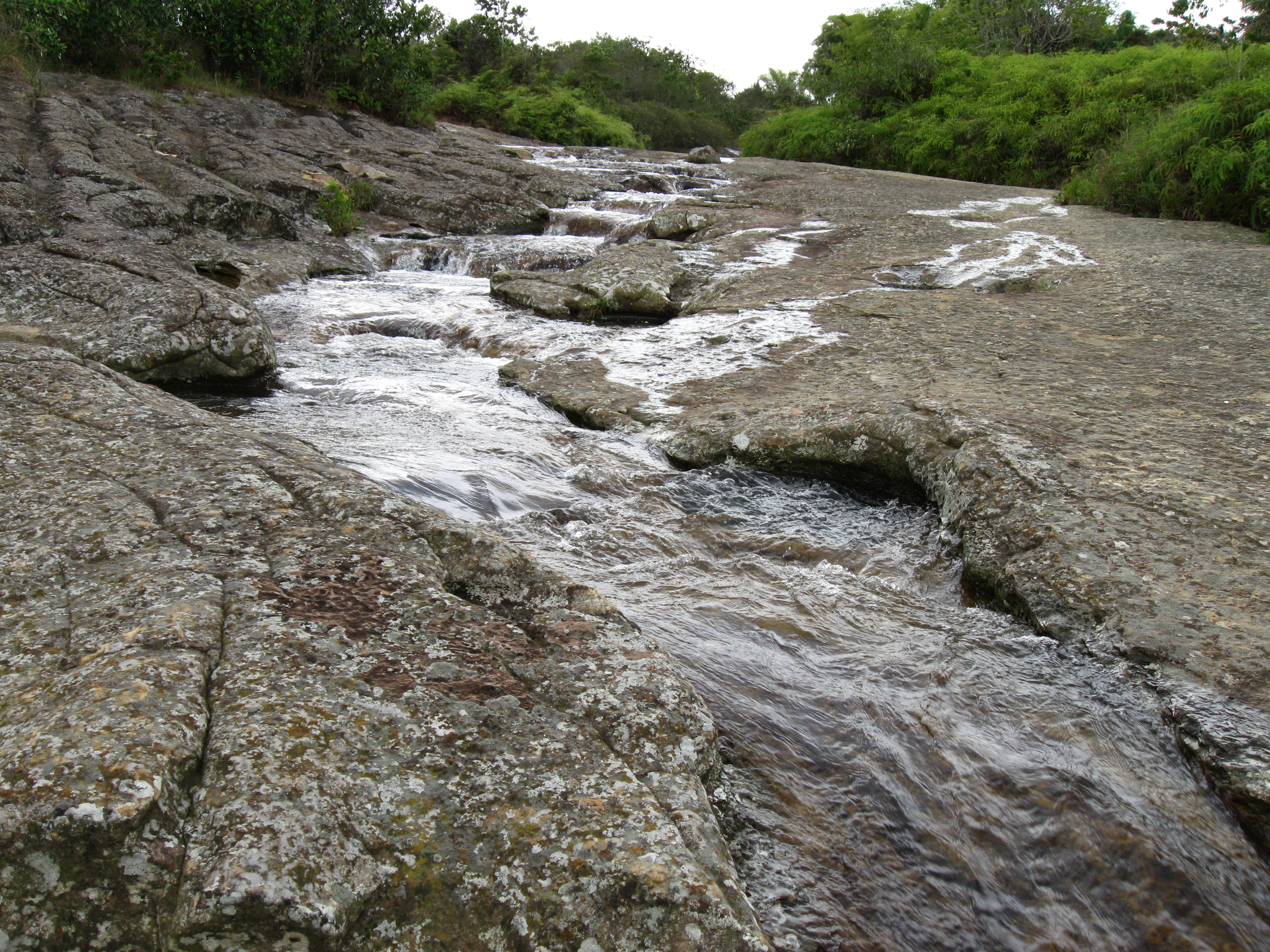
El Salitre1

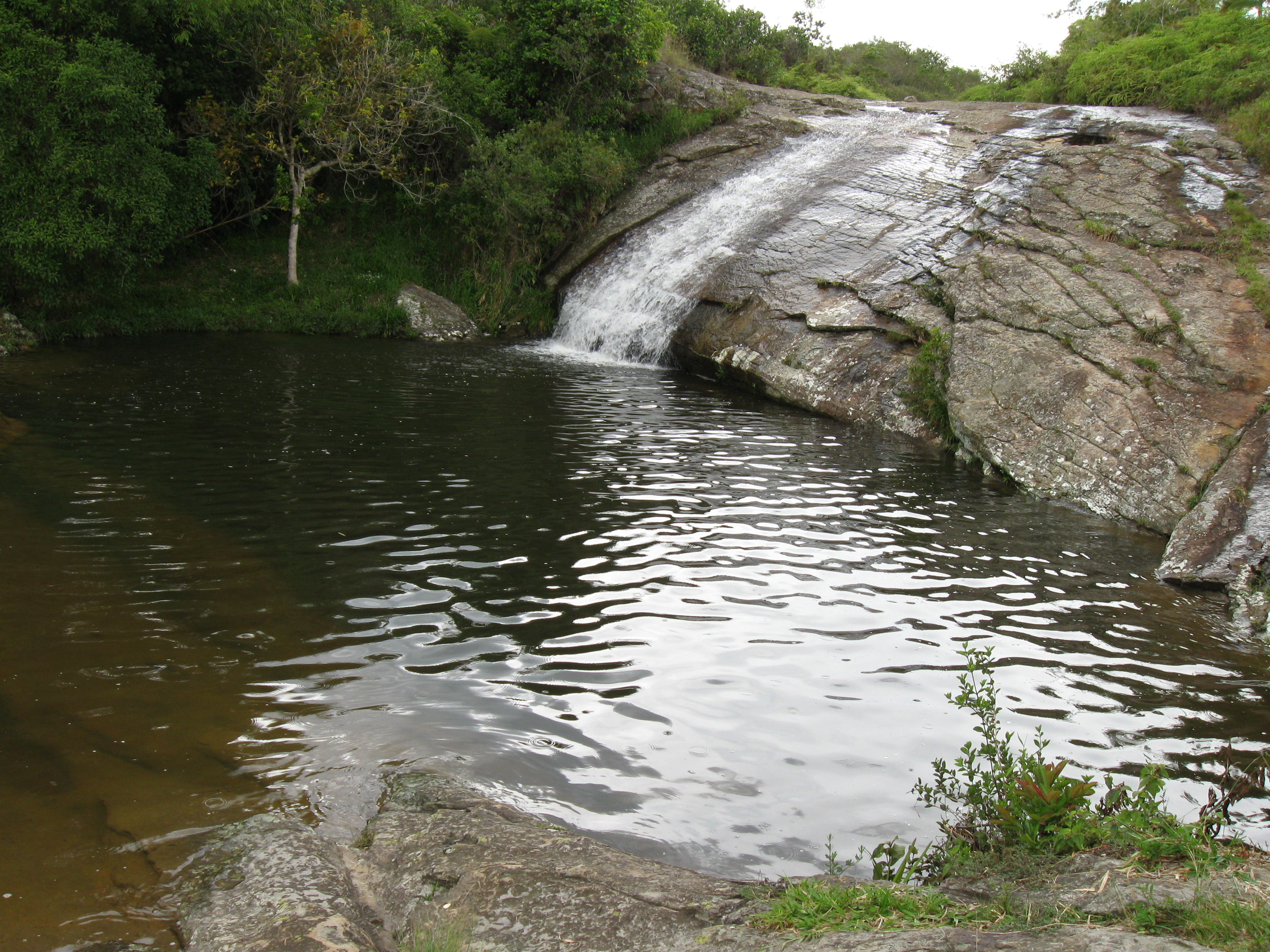
Pozo de la Gloria

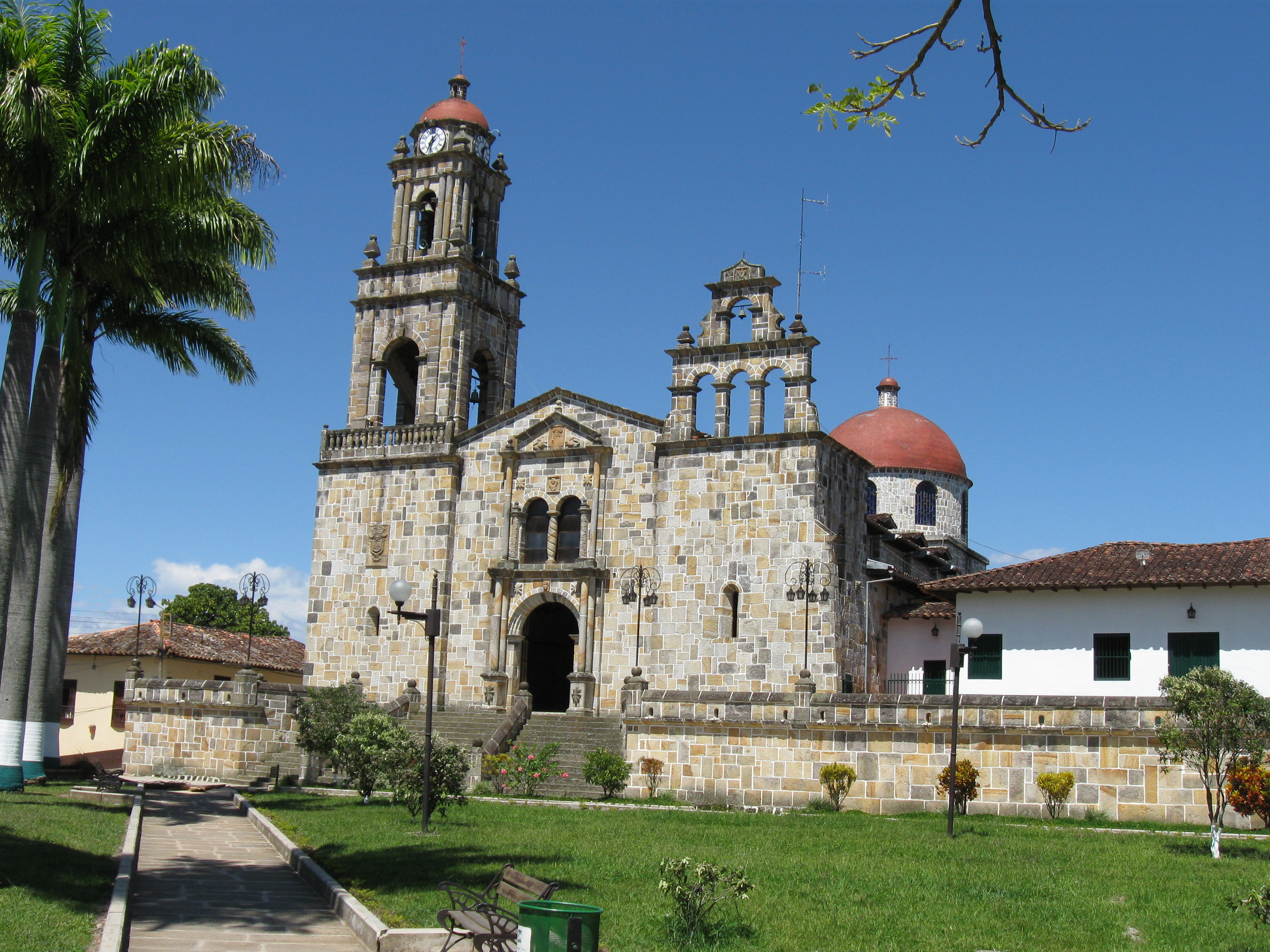
Iglesia principal o Nuestra Señora de Guadalupe de Moguer

## Economía
La economía se fundamenta en la agricultura y la ganadería. Son también importantes los aportes de entidades como Multicoop LTDA, con más de 48 años de servicio y el Banco Agrario, antigua Caja Agraria.
Guadalupe tiene diversas actividades comerciales de artículos de consumo familiar y de primera necesidad y oferta de servicios especiales. Por ello cuenta con tiendas, almacenes, supermercados, fuentes de soda, droguerías, veterinarias, instituciones bancarias, agencias de transporte, hoteles, entre otros.

## Transporte y vías terrestres
El municipio de Guadalupe se comunica por una vía secundaria con la carretera central que une a Bucaramanga con la ciudad de Bogotá, haciendo contacto en el municipio de Oiba. La carretera está pavimentada en un 100% de su recorrido. La cabecera municipal está conectada también con el municipio de Suaita, pasando por la población de San José de Suaita, desde donde se tiene acceso a la vía central que intercomunica con la capital, Bogotá. Se comunica también con los municipios de Contratación y Guapotá. Estas carreteras están sin pavimentar pero en estado aceptable para ser transitadas, aunque no se recomienda su uso para tránsito de vehículos tipo automóvil.
Guadalupe cuenta con las siguientes vías terrestres que lo conectan a otros municipios:
Guadalupe - Oiba - Socorro y Bucaramanga).
Guadalupe - Contratación y El Guacamayo.
Guadalupe - San José de Suaita - Suaita, Barbosa, Tunja y Bogotá.

## Educación
El municipio cuenta actualmente con dos instituciones educativas: la Escuela Normal Superior María Auxiliadora y el Instituto Técnico Agropecuario.

## Fiestas
En el municipio se celebra la fiesta de la Virgen del Carmen (16 de julio), Virgen de Guadalupe (12 de diciembre), Ferias y Fiestas (generalmente en la segunda semana del mes de enero), la semana deportiva (generalmente entre septiembre y octubre) y otras celebraciones religiosas como el Corpus Christi, fiestas de algunos santos, Semana Santa y Navidad.

## Medios de comunicación
Actualmente el municipio cuenta con dos medios de comunicación comunitaria, que brindan un servicio de calidad a sus pobladores y vecinos de esta localidad. Son la Emisora Comunitaria Guadalupe Stereo y el Canal Comunitario TV Guadalupe, medios que se convierten en la voz de sus ciudadanos. Estos medios han tratado de estar presentes en la mayoría de eventos relevantes que suceden en Guadalupe.